# رانی کرن
رانی کرن (انگلیسی: Ronni Kern) فیلم‌نامه‌نویس، تهیه‌کننده فیلم، تهیه‌کننده تلویزیونی و فیلم‌نامه‌نویس اهل ایالات متحده آمریکا است.
از فیلم‌ها یا مجموعه‌های تلویزیونی که وی در آن‌ها نقش داشته‌است، می‌توان به جس استون: یخ نازک، جس استون: تغییر اساسی و هلن تروآ اشاره نمود.